# Кутарамакан (озеро)
Кутарамакан — крупное пресноводное озеро в Красноярском крае России, располагается на юго-западе Таймырского Долгано-Ненецкого района.
Расположено в узкой котловине между западными отрогами плато Путорана между горами Богадиль и Кета, приблизительно в 160 километрах юго-восточнее Норильска. Высота над уровнем моря — 109 м. Площадь озера — 90 км², по этому показателю оно занимает 21-е место в Красноярском крае и 125-е в России. Водосборная площадь — 3580 км². 
Фактически представляет собой два длинных узких озера, соединённых между собой узким проливом или широкой протокой. В этой центральной части в Кутарамакан впадает река Иркингда; дельта реки в виде обширного конуса выноса образует сильное сужение озера, делит его на две части: южную протяжённостью 30 км и северную протяжённостью 24 км. Ширина озера в центральном узком месте составляет всего 300 м, поэтому за счёт резкого сужения здесь образуется сильное течение из северной части озера в южную. Река Кутарамакан впадает в северо-восточной части и вытекает на юго-западе, далее впадая в Хантайское озеро. Со всех сторон озеро окружено горами. Берега высокие и извилистые, их крутые склоны изрезаны глубокими ущельями и промоинами, в некоторых местах поднимаются над водой на высоту более 1 км. Северо-восточная оконечность озера включена в территорию Путоранского заповедника. Озеро Кутарамакан лежит к востоку от озера Кета. Восточную оконечность озера Кета и озеро Кутарамакан разделяет невысокий перевал.